# ピンクス
『ピンクス』は、静岡朝日テレビで放送されていた情報番組。

## 概要
キャッチコピーは「ピンク大好き女子たちが、ワンランク上のオシャレマスター『ピンクス』になれる方法を伝授!!」。
企画プロデュースをゲッターズ飯田が担当、新商品の紹介と運勢占いを組み合わせた番組となっている。2015年3月に動画サイト「ピンクスCHANNEL」がサービス開始、静岡朝日テレビの放送エリア外でも視聴可能となった。
関連番組の『コピンクス!』とともに「次世代アイドルエースの登竜門」と呼ばれ、オリジナルの楽曲配信や音楽イベントなども開催されている。
2010年11月26日に第1回を放送。2012年以降は年3回不定期に放送されていた。2017年10月放送の第20回が事実上の最終回となっている。

## 出演者
- さわやか五郎 （第3回-第20回 メインMC）
- ゲッターズ飯田 （第3回-第20回 メインMC）
- 宮本佳林 （Juice=Juice） （第2回-第7回 番組ナビゲーター、第9回 ゲスト、第13回-第20回 メインMC）
- 浅川梨奈 （SUPER☆GiRLS） （第10回 ゲスト、第11回-第12回 番組ナビゲーター、第13回-第20回 番組プレゼンター）
- 廣川奈々聖 （わーすた） （第12回 ゲスト、第13回-第20回 番組ナビゲーター）

## 過去の出演者
- 加藤里保菜  （第8回-第12回 メインMC）
- 荻野可鈴 （夢みるアドレセンス）  （第7回 ゲスト、第8回-第10回 番組ナビゲーター）
- ヒガリノ （第1回-第7回 メインMC）
- Tiara （第1回-第2回 メインMC）
- おかもとまり （第2回 MC）
- サミットクラブ静 （第2回 MC）
- 吉川友 （第1回MC）
- 佐藤綾乃 （第1回MC）

## 放送日
第1回 2010年11月26日
- ゲスト 桐谷美玲

第2回 2011年5月27日
- ゲスト 大野いと、宮澤佐江、逢沢りな

第3回 2011年12月24日
- ゲスト 吉澤ひとみ、 小川麻琴

第4回 2012年3月24日
- ゲスト 中島早貴、 斉藤佑介

第5回 2012年8月25日
- ゲスト 家の裏でマンボウが死んでるP（タカハシヨウ）、 保田圭

第6回 2012年12月22日
- ゲスト 高橋愛、 Ms.OOJA

第7回 2013年3月23日
- ゲスト 荻野可鈴（夢みるアドレセンス）、 森直美（静岡朝日テレビアナウンサー）

第8回 2013年6月22日
- ゲスト おかもとまり、 広瀬麻知子（静岡朝日テレビアナウンサー）

第9回 2013年11月30日
- ゲスト Juice=Juice （宮崎由加、 宮本佳林）

第10回 2014年3月29日
- ゲスト SUPER☆GiRLS （前島亜美、 渡邉幸愛、浅川梨奈、内村莉彩）

第11回 2014年6月28日
- ゲスト 京佳（夢みるアドレセンス）、 森田真結子（プロダーツプレイヤー）

第12回 2014年11月29日
- ゲスト LoVendoЯ （田中れいな、岡田万里奈）、廣川奈々聖（iDOL Street）

第13回 2015年3月29日
- ゲスト 吉田凜音、カントリー・ガールズ （稲場愛香、小関舞）

第14回 2015年6月27日
- ゲスト THEポッシボー （岡田ロビン翔子、橋本愛奈）、詩歩（「死ぬまでに行きたい！世界の絶景」プロデューサー）

第15回 2015年11月28日
- ゲスト Bitter & Sweet、小野田紗栞（ハロプロ研修生）

第16回 2016年3月29日
- ゲスト 小川麗奈・浜浦彩乃（こぶしファクトリー）、阿部夢梨（iDOL Street トーキョー夢ぴよ組）

第17回 2016年8月27日
- ゲスト 森咲樹・佐藤綾乃（アップアップガールズ（仮））、松元絵里花

第18回 2016年11月12日
- ゲスト 久松郁実、大西暁子

第19回 2017年3月26日
- ゲスト 熊井友理奈、わちみなみ

第20回 2017年10月21日
- ゲスト PINK CRES.

## テーマ曲
- ハナモモ / 夢みるアドレセンス （2013年度 オープニングテーマ曲）
- Do You Believe? / GEM （2014年度 オープニングテーマ曲）
- No Girls No Fun / GEM （2015年度 オープニングテーマ曲）
- 前髪のカーテン / 吉田凜音 （2015年度 エンディングテーマ曲）
- 少女特異点 / 吉田凜音 （2016年度 オープニングテーマ曲）
- サヨナラチュー / 小野田紗栞with宮本佳林 （2016年度 エンディングテーマ曲）

## 関連番組
- コピンクス!
毎週火曜および土曜に放送している情報番組。同番組のMCがキャラクターボイスとして出演。
番組のオープニング曲は一部音源化され、イベントやコンサートで披露されている。
- たまごちゃん
毎週水曜および土曜に放送する情報番組。同番組のMCでもあるさわやか五郎が出演。
- プレゼントさん 〜present son(g)〜
同番組のベースとなった音楽ドキュメンタリー番組。FUNKY MONKEY BABYS、スマイレージ、Jam9、上々軍団ほか出演。2010年10月30日放送。[4] [5]
- ch223 MUSIC PINKISS
「頂点を目指すアーティストを応援」をコンセプトにした音楽ドキュメンタリー。2013年から2016年まで、静岡県が条例で定める「富士山の日」2月23日前後に合わせ放送された。
- ピンクス&コピンクス！ラストライブ2016ダイジェスト
2016年3月12日に開催された番組主催ライブのダイジェスト[6]。浅川の後輩でもあり、宮本の所属するJuice=Juiceのリーダー宮崎由加と同郷の阿部夢梨がナレーションを務める[7]。2016年3月26日放送。
- ふじ△
「富士山」にゆかりのあるものを集める番組。2013年から2016年まで放送されたch223 MUSIC PINKISS同様、藤巻直哉がプロデュースをつとめる。2017年2月25日放送。[8]

## 関連イベント
- 静岡駿府マラソン ピンクス＆コピンクス！ スペシャルライブ
2013年3月2日、駿府城公園特設会場にて開催。[9]
宮本佳林の所属するJuice=Juiceのライブ初披露に先立ち[10]、当日の午前中にコピンク関連楽曲の初披露と卒業式が行われ[11] 、400人を超える観客が集まった。[12]
- 静岡マラソン2014応援 ピンクスミニイベント
2014年3月2日、JR清水駅駅前 （静岡マラソンフィニッシュエリアおよび特設ステージ）[13]
静岡マラソン2014サポーターを務めたGEMによるミニライブ。またフィニッシュエリアで水を配るなど、ランナーを応援した。[14]
- ピンクス＆コピンクス！ トークライブ2014 〜私のリバースデー〜[15]
2014年3月13日、AKIBAカルチャーズ劇場にて開催されたトークイベント。
キャラクター占い、浅川梨奈による2代目コピンク楽曲の初披露に加え、同年9月のライブイベント開催が発表された。[16]
出演：宮本佳林、荻野可鈴、浅川梨奈、さわやか五郎、ゲッターズ飯田、吉田豪
- ゲッターズ飯田のラブピンクラブ vol.1 
2014年7月3日、AKIBAカルチャーズ劇場で開催されたトークイベント。[17]
出演：ゲッターズ飯田、藤巻直哉、松居大悟、大森靖子、児玉雨子、加藤里保菜
- ピンクス＆コピンクス！ スペシャルライブ2014 〜嘘みたいな今日〜 
2014年9月23日、静岡市清水文化会館マリナート大ホールにて開催されたライブイベント。[18]
コピンク楽曲が披露され[19]、2代目コピンク卒業[20]と廣川奈々聖の3代目コピンク就任が発表された。[21]
出演：SUPER☆GiRLS、Juice=Juice、GEM、夢みるアドレセンス、加藤里保菜、廣川奈々聖、ゲッターズ飯田、さわやか五郎、お侍ちゃん
- ピンクス＆コピンクス！ アルバム発売記念「ゲッターズ飯田トークライブ〜チヨコレイトでモテ運アップ〜」[22]
2014年10月12日、Untitled にて開催されたCDリリース記念のトークイベント。
出演：ゲッターズ飯田、廣川奈々聖、加藤里保菜、さわやか五郎
- ピンクス&コピンクス！ラストライブ予習トークライブ
2016年2月29日、阿佐ヶ谷ロフトAにて開催されたトークイベント。
歴代コピンクの番組起用経緯や楽曲について、番組スタッフとクリエイターによる裏話が披露された。[23]
- ピンクス＆コピンクス！ ラストライブ2016 MOMENT memories / memorize[24]
2016年3月12日、ディファ有明にて開催された、歴代出演者によるライブイベント。[25]
出演：Juice=Juice、GEM、夢みるアドレセンス、吉田凜音、こぶしファクトリー、Bitter&Sweet、わーすた
司会：さわやか五郎＆浅川梨奈、ゲッターズ飯田